# Зубани
Зубани (укр. Зубані) — село, Зубаневский сельский совет, Глобинский район, Полтавская область, Украина.
Код КОАТУУ — 5320683201. Население по переписи 2001 года составляло 534 человека.
Село указано на карте частей Киевского, Черниговского и других наместничеств 1787 года.
В Центральном Государственном Историческом Архиве Украины в городе Киеве есть исповедная ведомость за 1764 год.
Является административным центром Зубаневского сельского совета, в который, кроме того, входят сёла Романовка и Руда.

## Географическое положение
Село Зубани находится на левом берегу реки Хорол, выше по течению на расстоянии в 6 км расположено село Радаловка, ниже по течению на расстоянии в 1,5 км расположено село Романовка, на противоположном берегу — село Иваново Селище. Вокруг села проходит несколько ирригационных каналов. Через село проходит автомобильная дорога Т-1717.

## Экономика
- Молочно-товарная ферма.
- ООО «Лан-2007».
- ЧП «Зубани».

## Объекты социальной сферы
- Школа.
- Дом культуры.

## Достопримечательности
- Братская могила советских воинов.